# Haltérophilie aux Jeux olympiques d'été de 2020 - Moins de 109 kg hommes
Navigation
Rio 2016 Paris 2024
L'épreuve des moins de 109 kg hommes  en haltérophilie des Jeux olympiques d'été de 2020 a eu lieu le 3 août 2021 au Tokyo International Forum.

## Records
Avant cette compétition, les records dans cette discipline étaient :
| Record du monde  | Arraché     | Yang Zhe (CHN)          | 200 kg | Tachkent, Ouzbékistan  | 24 avril 2021     |
| Record du monde  | Épaulé-jeté | Ruslan Nurudinov (UZB)  | 241 kg | Tachkent, Ouzbékistan  | 24 avril 2021     |
| Record du monde  | Total       | Simon Martirosyan (ARM) | 435 kg | Achgabat, Turkménistan | 9 novembre 2018   |
| Record olympique | Arraché     | Norme olympique         | 193 kg | –                      | 1er novembre 2018 |
| Record olympique | Épaulé-jeté | Norme olympique         | 231 kg | –                      | 1er novembre 2018 |
| Record olympique | Total       | Norme olympique         | 419 kg | –                      | 1er novembre 2018 |

Les records suivants ont été établis pendant la compétition :
| Arraché     | 195 kg | Simon Martirosyan | OR |
| Épaulé-jeté | 237 kg | Akbar Djuraev     | OR |
| Total       | 430 kg | Akbar Djuraev     | OR |

## Programme
L'épreuve des moins de 109 kg se déroule sur une journée selon le programme suivant :
Tous les horaires correspondent à l'UTC+9
| Date              | Horaire | Manche   |
| ----------------- | ------- | -------- |
| Mardi 3 août 2021 | 13 h 50 | Groupe B |
| Mardi 3 août 2021 | 19 h 50 | Groupe A |

## Médaillés
| Or            | Argent            | Bronze           |
| Akbar Djuraev | Simon Martirosyan | Artūrs Plēsnieks |

## Résultats
Akbar Djuraev remporte l'épreuve.
| Rang | Athlète             | Nation            | Groupe | Poids  | Arraché (kg) | Arraché (kg) | Arraché (kg) | Arraché (kg) | Épaulé-jeté (kg) | Épaulé-jeté (kg) | Épaulé-jeté (kg) | Épaulé-jeté (kg) | Total  |
| Rang | Athlète             | Nation            | Groupe | Poids  | 1            | 2            | 3            | Résultat     | 1                | 2                | 3                | Résultat         | Total  |
| ---- | ------------------- | ----------------- | ------ | ------ | ------------ | ------------ | ------------ | ------------ | ---------------- | ---------------- | ---------------- | ---------------- | ------ |
| 1    | Akbar Djuraev       | Ouzbékistan       | A      | 109.00 | 189          | 189          | 193          | 193          | 227              | 234              | 237              | 237 OR           | 430 OR |
| 2    | Simon Martirosyan   | Arménie           | A      | 108.90 | 190          | 195          | 198          | 195 OR       | 228              | 238              | 238              | 228              | 423    |
| 3    | Artūrs Plēsnieks    | Lettonie          | A      | 108.85 | 175          | 180          | 183          | 180          | 220              | 225              | 230              | 230              | 410    |
| 4    | Timur Naniev        | ROC               | A      | 108.95 | 180          | 185          | 188          | 188          | 221              | 221              | 224              | 221              | 409    |
| 5    | Hristo Hristov      | Bulgarie          | A      | 108.90 | 185          | 189          | 192          | 189          | 213              | 219              | 222              | 219              | 408    |
| 6    | Jin Yun-seong       | Corée du Sud      | A      | 107.30 | 180          | 185          | 185          | 180          | 220              | 225              | 230              | 220              | 400    |
| 7    | Arkadiusz Michalski | Pologne           | A      | 108.60 | 175          | 179          | 179          | 175          | 216              | —                | —                | 216              | 391    |
| 8    | Wesley Kitts        | États-Unis        | A      | 108.35 | 173          | 177          | 177          | 177          | 213              | 213              | 220              | 213              | 390    |
| 9    | Aymen Bacha         | Tunisie           | B      | 108.10 | 172          | 177          | 177          | 177          | 203              | 211              | 217              | 211              | 388    |
| 10   | Öwez Öwezow         | Turkménistan      | B      | 108.80 | 165          | 171          | 176          | 171          | 200              | 210              | 211              | 200              | 371    |
| 11   | Arnas Šidiškis      | Lituanie          | B      | 105.35 | 151          | 156          | 160          | 156          | 182              | 187              | 190              | 187              | 343    |
| 12   | Matthew Lydement    | Australie         | B      | 108.35 | 152          | 158          | 165          | 158          | 180              | 185              | 185              | 180              | 338    |
| 13   | Tanumafili Jungblut | Samoa américaines | B      | 108.90 | 140          | 150          | 155          | 150          | 180              | 190              | 190              | 180              | 330    |
| —    | Ali Hashemi         | Iran              | A      | 108.80 | 177          | 181          | 184          | 184          | 226              | 226              | 228              | —                | —      |